# Helle Jespersen
Helle Møller Jespersen (ur. 12 lutego 1968) – duński żeglarka sportowa. Brązowa medalistka olimpijska z Aten.
Zawody w 2004 były jej jedynymi igrzyskami olimpijskimi. Startowała w klasie Yngling i zajęła trzecie miejsce. Wspólnie z nią płynęły Dorte Jensen i Christina Otzen. W tej klasie była srebrną medalistką mistrzostw świata w 2004 i brązową w 2003.